# Pałac w Paszkówce

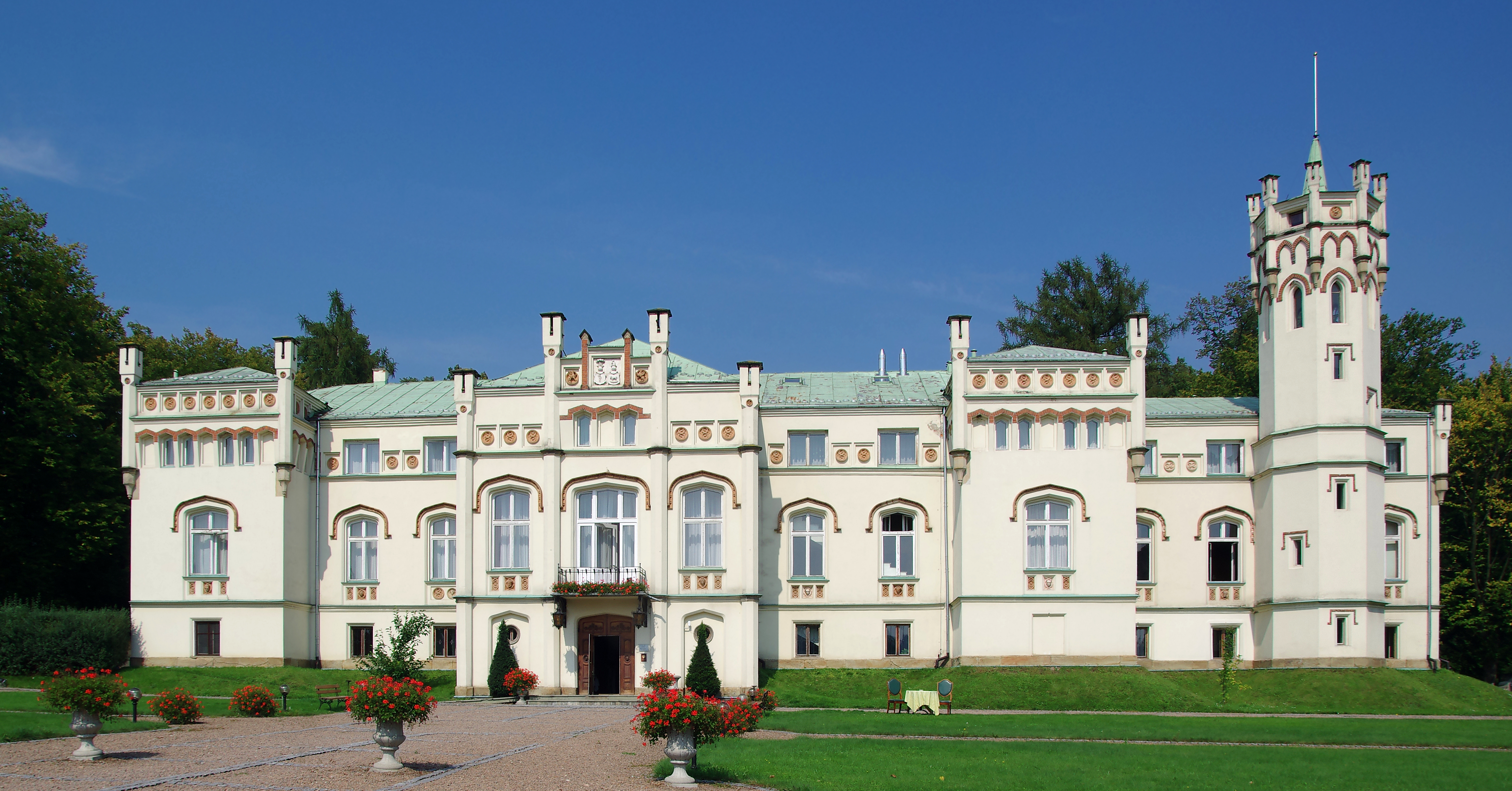
Pałac w Paszkówce

Pałac w Paszkówce – XIX-wieczny neogotycki pałac rodziny Wężyków znajdujący się we wsi Paszkówka, położonej w woj. małopolskim, na południowy zachód od Krakowa. Po odrestaurowaniu, przez lata mieścił się w nim luksusowy hotel, który zakończył działalność.

## Historia

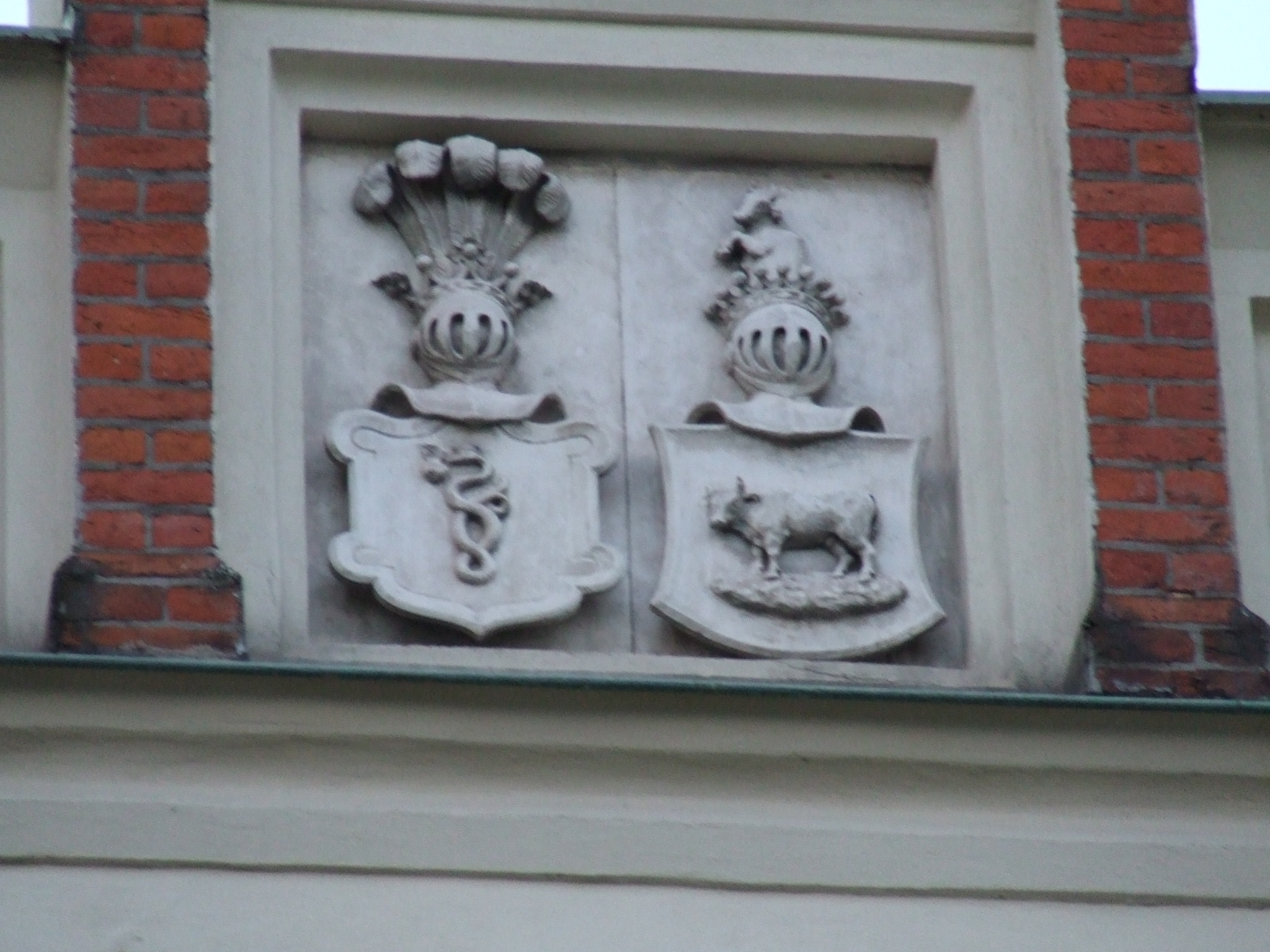
Herby na ścianie frontowej

Z pierwszych wzmianek o Paszkówce, datowanych na drugą połowę XIII wieku wiadomo, że była ona w posiadaniu możnego rodu rycerskiego Radwanitów. W XIV wieku na ok. trzy stulecia przeszła we władanie Paszkowskich herbu Zadora, rodu, który wydał wielu duchownych, artystów, poetów, filozofów. Nic jednak nie wiadomo, jak wyglądała rezydencja w Paszkówce. Można przypuszczać, że w XV wieku, kiedy posiadłość stanowiła uposażenie kanonii przy katedry wawelskiej w tym miejscu, co obecny pałac, stał niewielki dwór drewniany z pobliską kaplicą.

Również brak informacji na temat wyglądu dworu, kiedy w późniejszych wiekach posiadłość przechodziła kolejno w ręce Żydowskich, Pruszyńskich, Rottermundów. Kiedy w XIX wieku stała się własnością Rodziny Wężyków, w 1865 roku Leonard Wężyk rozpoczął trwającą pięć lat budowę neogotyckiego pałacu, który był siedzibą rodu do 1940 roku. Pałac przetrwał II wojnę światową bez zniszczeń. Później przeszedł na własność Skarbu Państwa i pozostawał w tej gestii do roku 1997.
W okresie powojennym początkowo w pałacu znalazło swą siedzibę kółko rolnicze, później szkoła, ośrodek zdrowia, punkt weterynaryjny. Przez pewien czas na najniższej kondygnacji funkcjonowała nawet pieczarkarnia, co szczególnie nadwerężyło substancję budynku. Gruntowny remont miał miejsce w 1971 roku, dobudowano wówczas piętro i w 1975 roku uruchomiono pensjonat "Kasztelanka" krakowskiego Biura Podróży "Turysta". Z początkiem lat 90. obiekt popadał w coraz większą ruinę, stan budynku pogrążały organizowane tu dyskoteki i zabawy. Opuszczony, zdewastowany, w 1997 roku został zakupiony od władz gminy. Nabywcą został Jan Oleksy wraz z żoną Anną, polski biznesmen, obecnie zamieszkały w USA. Po wyremontowaniu i przywróceniu obiektowi dawnego charakteru, pałac zaczął pełnić funkcję hotelu i centrum konferencyjnego.

## Architektura
Pałac został zaprojektowany przez znanego XIX-wiecznego krakowskiego architekta, Feliksa Księżarskiego, projektanta m.in. Collegium Novum, głównego budynku Uniwersytetu Jagiellońskiego. Pierwotna budowla, jednopiętrowa, miała zróżnicowaną bryłę. Posiadała charakterystyczną ośmiokątną klatkę schodową, zwieńczoną krenelażem, która na zewnątrz tworzy wieżę.
Architektura pałacu nawiązuje do stylu neogotyckiego z elementami tzw. neogotyku angielskiego. Według niektórych historyków sztuki, pałac nie do końca spełnia założenia neogotyku, dlatego określany jest też jako pseudogotycki. Funkcje dekoracyjne budowli pełnią mauretańska wieżyczka, ryzality i sterczyny. Na uwagę zasługuje motyw pod oknami pierwszego piętra, na ceramicznych płytach przedstawiający postacie mityczne i mitologiczne.
Pałac położony jest w pochodzącym z początku XIX wieku parku o cechach stylu angielskiego. Rosną w nim stare lipy, dęby i graby. Częścią zespołu pałacowo-parkowego jest Hotel "Spichlerz", który został wzniesiony na autentycznych fundamentach dawnego pałacowego spichrza. W głębi parku zachowała się dawna piwniczka na wino, wykorzystywana również obecnie.

## Wnętrza pałacowe

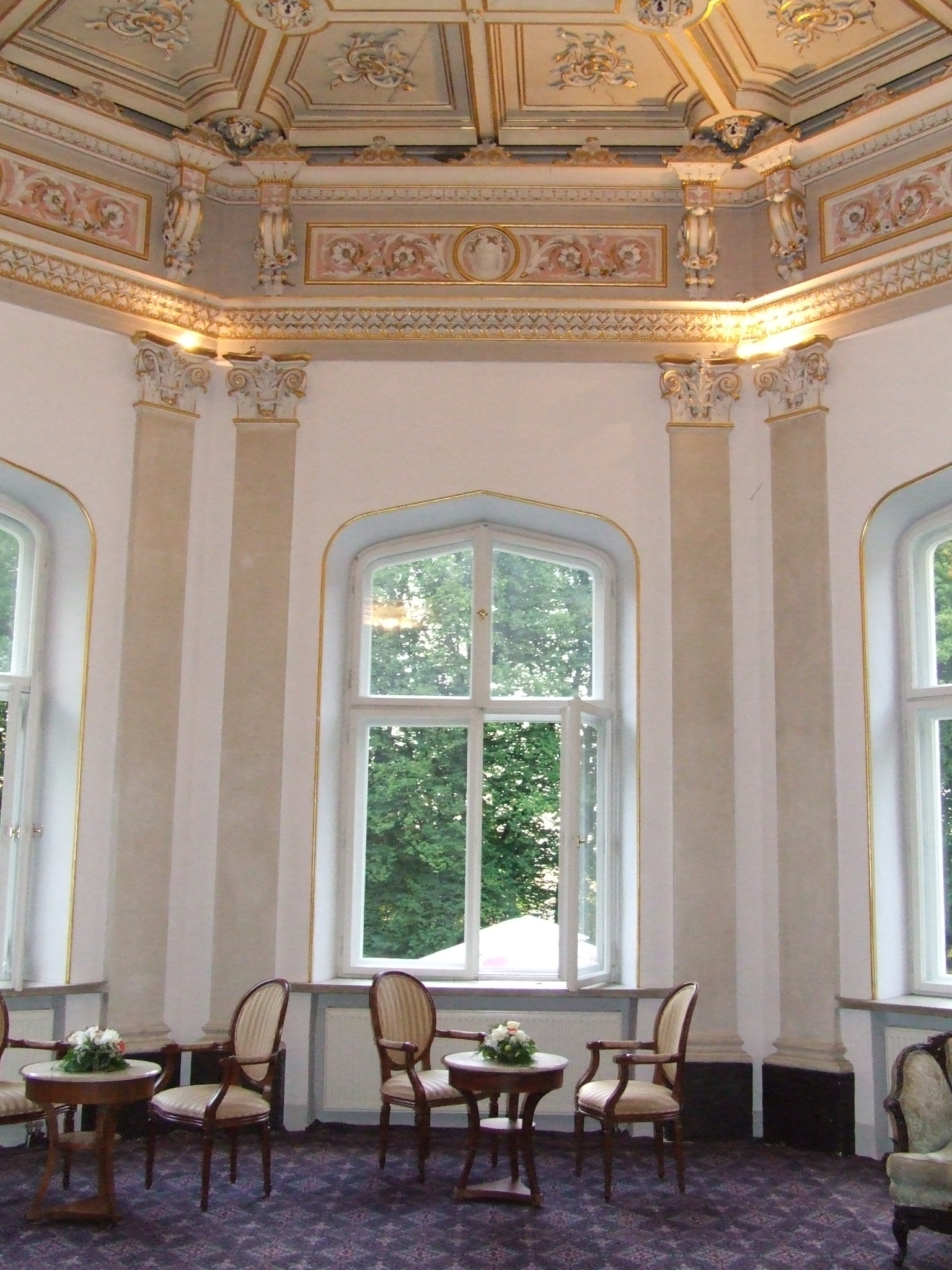
Sala Lustrzana

Wejście pałacowe prowadzi do obszernego holu. Na uwagę w tym miejscu zasługuje autentyczne sklepienie krzyżowo-żebrowe. Niegdyś z holu wchodziło się do kuchni, spiżarni i pokoi służby. We wnętrzu jednej z sal na parterze zachowało się palmowe sklepienie, wsparte na pojedynczym filarze umieszczonym pośrodku.
Szerokie, zdobione schody z holu niegdyś wiodły na piętro do pokoi właścicieli. Tam też znajdowało się biuro handlowe, biblioteka, salon i jadalnia. Zrekonstruowana obecnie Sala Lustrzana to ośmioboczne pomieszczenie, z autentycznym sklepieniem i wystrojem ścian, w której odbywają się koncerty i kameralne przedstawienia teatralne oraz spotkania konferencyjne. W piętnastu komnatach, przekształconych w pokoje hotelowe, użytkowane są XIX-wieczne meble dębowe. Dla podkreślenia atmosfery dawnego pałacu, wszędzie rozmieszczone są żywe kwiaty – stojące w wazonach, uplecione w wianki, rozłożone na szafkach i stolikach – swym aromatem są wszechobecne w całym pałacu. Natomiast ściany wzdłuż korytarzy są wykorzystywane na ekspozycję sztuki współczesnej – właściciele pałacu kilka razy w roku organizują wystawy różnych artystów. Jedną z pierwszych, była wystawa prac twórców zrzeszonych w grupie Euman, którą stworzyli artyści pochodzący spoza Unii Europejskiej, ale żyjący na jej terytorium.

## Stowarzyszenie Bractwa Wawelskiego Dzwonu Spiżowego

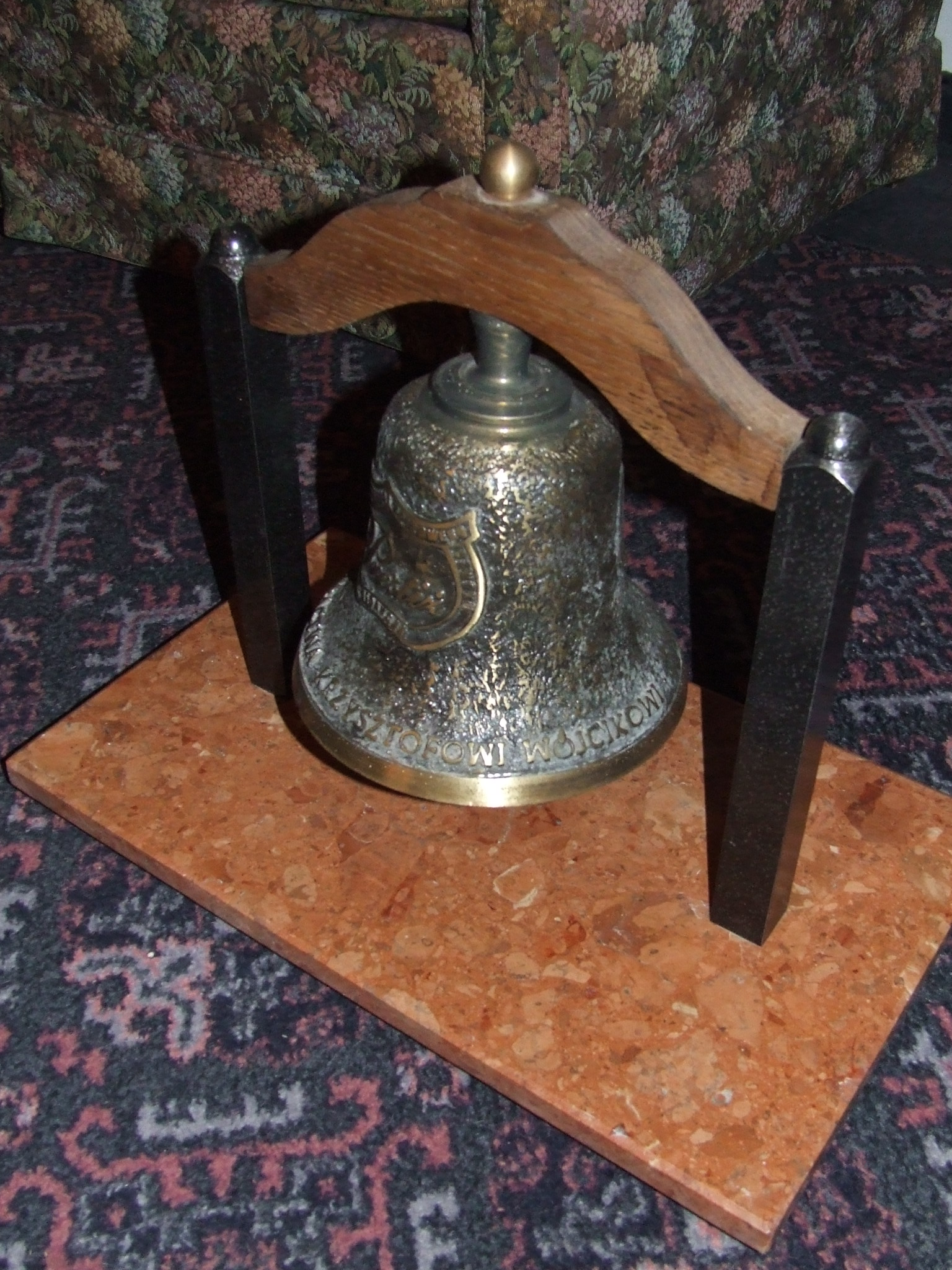
Dzwon Bractwa

Pałac w Paszkówce jest siedzibą Stowarzyszenia Bractwa Wawelskiego Dzwonu Spiżowego, a właściciel pałacu, a zarazem współzałożyciel bractwa, pełni funkcję mistrza loży. Celem działalności bractwa jest pielęgnowanie cnót obywatelskich, staropolskich, współczesnych i patriotycznych tradycji, umacnianie więzi Polaków żyjących poza krajem z ojczyzną, działalność edukacyjna i wspierająca. Członkami bractwa są osobistości świata polityki i biznesu, artyści, przedstawiciele świata nauki – tworzący współczesną arystokrację. W pałacu można obejrzeć dzwon, za pomocą którego obwieszcza się rozpoczęcie spotkań bractwa.